# والتر أ. هاس جونيور
والتر أ. هاس جونيور (بالإنجليزية: Walter A. Haas, Jr.)‏ هو شخصية أعمال أمريكي، ولد في 24 يناير 1916 في سان فرانسيسكو في الولايات المتحدة، وتوفي في 20 سبتمبر 1995.